# Graf relace

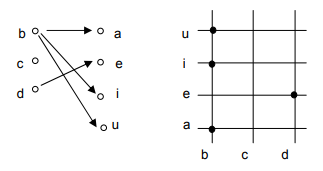
uzlový graf (vlevo) vs. kartézský graf (vpravo)

Kartézský graf binárních relací kružnice, sklopené paraboly a sklopené absolutní hodnoty.

Existují dva způsoby grafického znázornění binární relace, tj. uzlový graf a kartézský graf.

## Definice
Uzlový graf lze definovat jako uspořádanou trojici {\displaystyle G=(V,E,\epsilon )}, kde {\displaystyle V} je množina vrcholů (uzlů), {\displaystyle E} je množina hran (větví) a zobrazení {\displaystyle \epsilon } určuje incidenci hran s vrcholy:
{\displaystyle \epsilon :E\to \{\{u,v\}|u,v\in V\}} pro neorientovaný graf,
{\displaystyle \epsilon :E\to \{(u,v)|u,v\in V\}} pro orientovaný graf.
Kartézský graf lze definovat jako podmnožinu {\displaystyle R} kartézského součinu množin {\displaystyle A} a {\displaystyle B}, tj. {\displaystyle R\subseteq A\times B}.
Je-li speciálně relace {\displaystyle R} zobrazením {\displaystyle f:\mathbb {R} ^{n}\rightarrow \mathbb {R} }, tj. reálnou funkcí více reálných proměnných, mluvíme o grafu funkce. Graf funkce nejčastěji zobrazuje závislost {\displaystyle y=f(x)}, tj. osa nezávisle proměnné se označuje jako {\displaystyle x}-ová souřadnice, osa závisle proměnné se označuje jako {\displaystyle y}-ová souřadnice. V případě většího počtu nezávisle proměnných se obvykle používá graf zachycující závislost {\displaystyle z=f(x,y)}, tj. závislost pouze na maximálně dvou vybraných proměnných.